# Allacapan
Allacapan ist eine Stadtgemeinde in der philippinischen Provinz Cagayan. Die Gemeinde grenzt im Westen an die Provinz Apayao. Die Einheimischen des Ortes gehören den Negritos an. Erst 1928 wurde Allacapan zur Stadtgemeinde ernannt. 
Allacapan ist in die folgenden 27 Baranggays aufgeteilt:
| - Bessang - Binobongan - Bulo - Burot - Capagaran - Capalutan - Capanickian Norte - Capanickian Sur - Cataratan - Centro East - Centro West - Daan-Ili - Dagupan - Dalayap | - Gagaddangan - Iringan - Labben - Maluyo - Mapurao - Matucay - Nagattatan - Pacac - San Juan - Silangan - Tamboli - Tubel - Utan |